# Парау Боја (Горж)
Парау Боја (рум. Pârâu Boia) насеље је у Румунији у округу Горж у општини Жупанешти. Oпштина се налази на надморској висини од 232 m.

## Становништво
Према подацима из 2011. године у насељу је живело 397 становника.